# Класична Греція
Класична Греція — період в історії Греції, що охоплює 5—4 століття до нашої ери, доба найвищого розквіту полісного ладу.
В результаті перемоги греків у греко-перських війнах (500—449 до н. е.) відбувається бурхливий розвиток Афін, створюється Делосський союз (на чолі з Афінами). Доба найвищої могутності Афін, найбільшої демократизації політичного життя і розквіту культури припадає на час правління Перикла (443—429 до н. е.). Боротьба між Афінами і Спартою за гегемонію в Греції і протиріччя між Афінами і Коринфом, пов'язані із боротьбою за торговельні шляхи призвели до Пелопоннеської війни (431—404 до н. е.), яка завершилася поразкою Афін.

## Мистецтво
Давньогрецьке мистецтво класичного періоду Греції прийнято ділити на наступні етапи:
- раннє — «суворий стиль», перша половина 5 століття до н. е.);
- високе — висока класика, друга половина 5 століття до н. е.);
- пізнє (400—325 до н. е.).

### Архітектура
В період класики отримала розвиток регулярна система планування міст (архітектор Гіпподам), вищої гармонійності і тектонічної врівноваженості досягла ордерна система архітектури (архітектори Іктін, Каллікрат). Особливе місце в архітектурі доби класики посідає комплекс споруд Афінського акрополя (храм Ніки Аптерос, головний храм Афін — Парфенон, Пінакотека, Пропілеї, Ерехтейон), Храм Зевса Олімпійського в Афінах.

### Скульптура
Скульпторами-класиками були створені образи досконалих людей в єдності їх духовної і фізичної краси (скульптори Мирон, Поліклет із Аргоса, Алкамен, Фідій, Каллімах, Скопас, Праксітель, а також Лісіпп, творчість якого пов'язана і з наступним історичним етапом). Значну кількість пам'яток давньогрецького мистецтва знайдено на території сучасної України, колишніх античних держав Північного Причорномор'я.

### Галерея

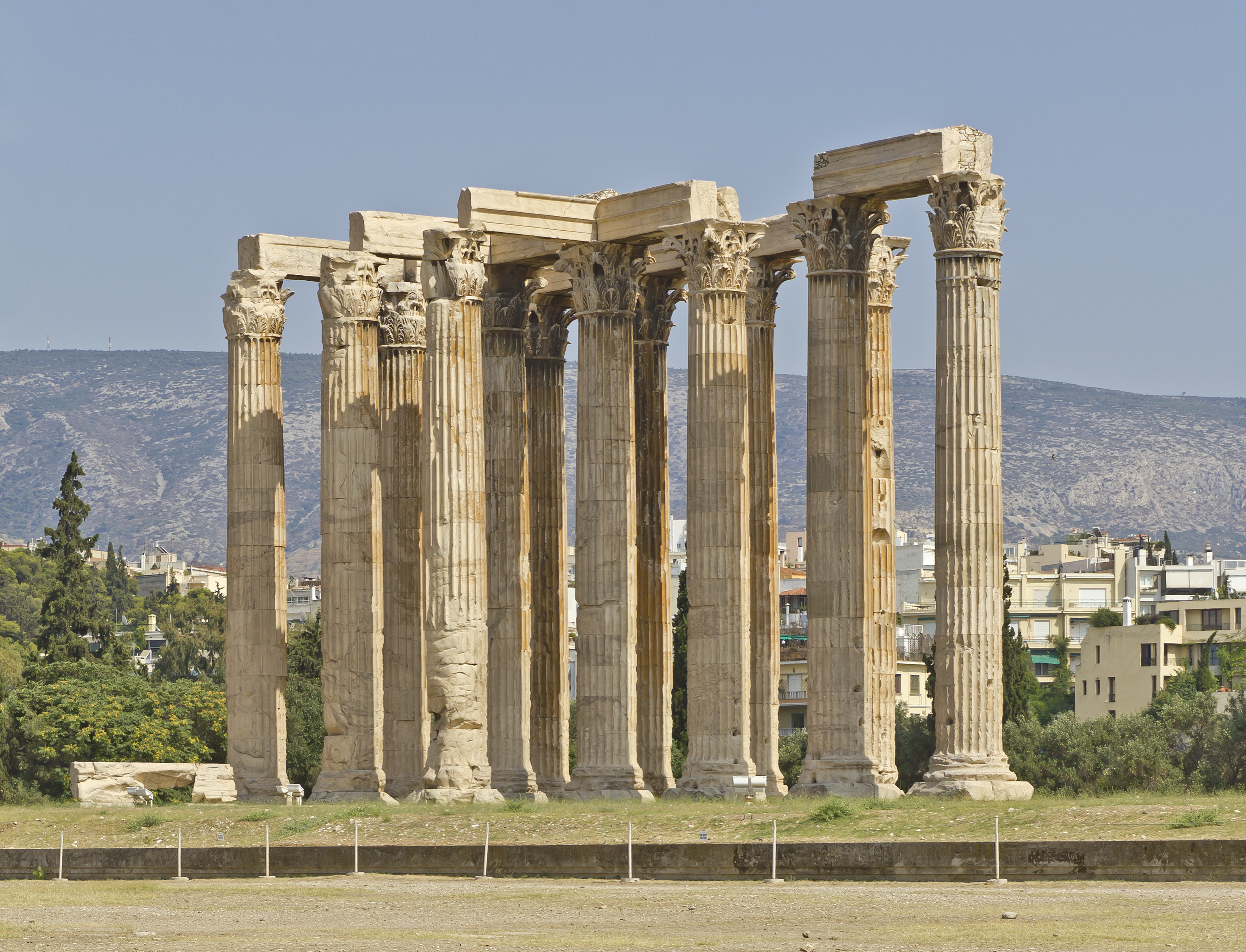
Храм Зевса Олімпійського, Афіни
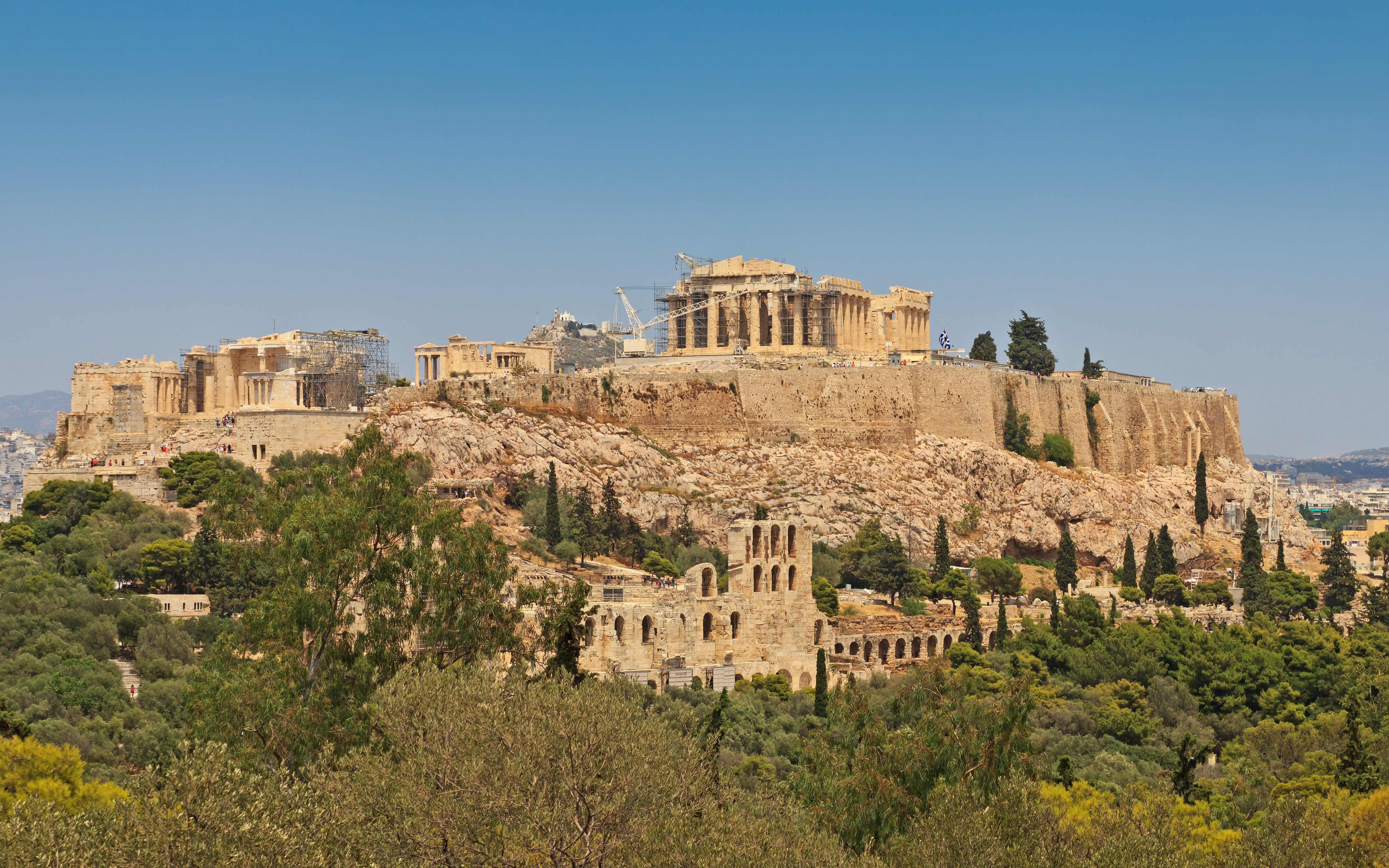
Афінський акрополь
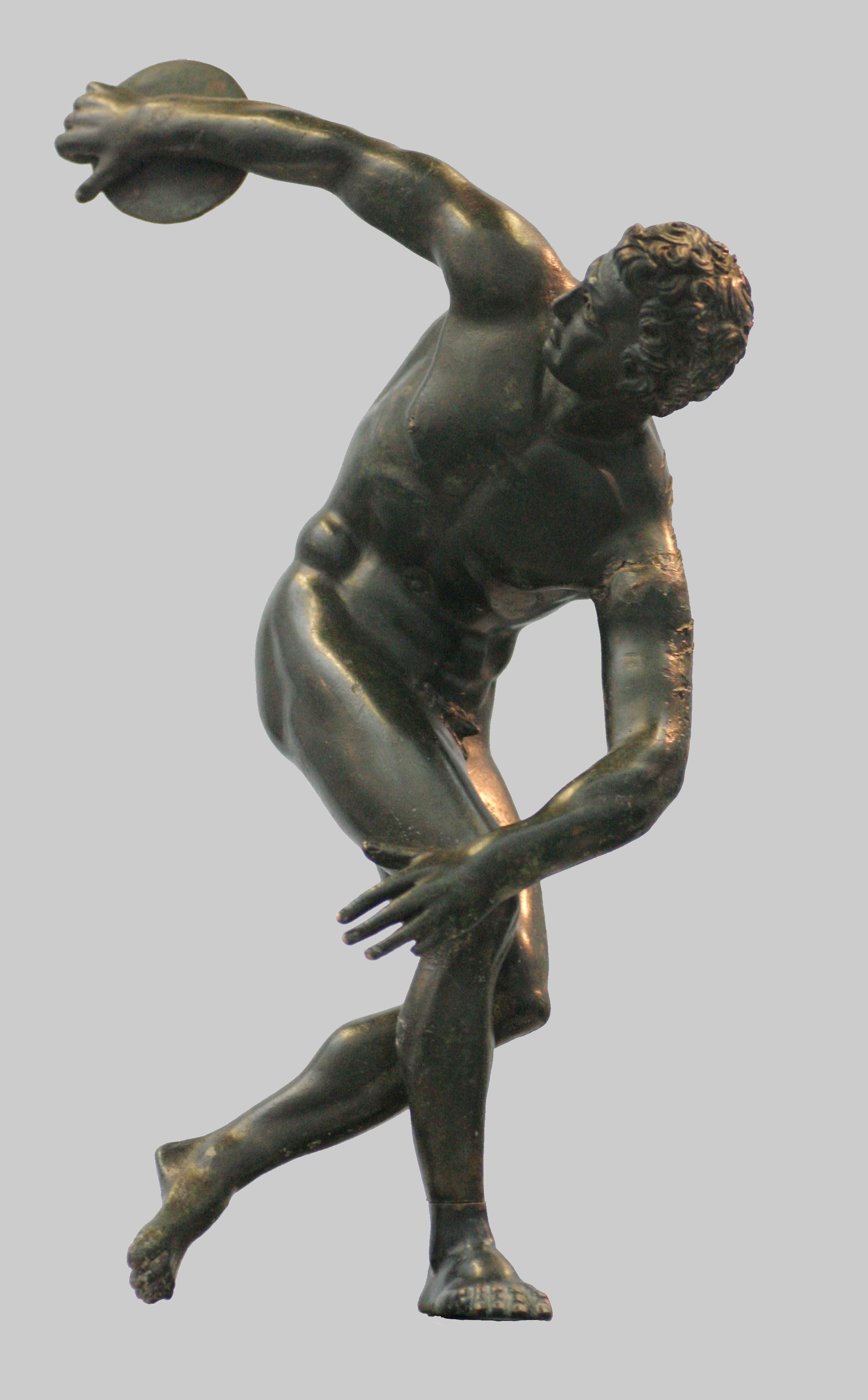
Дискобол, Мирон
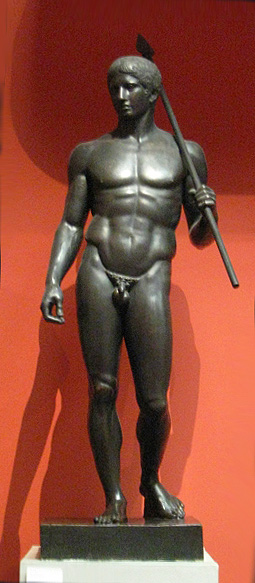
Дорифор, Поліклет із Аргоса